# Миша Поповић
Миодраг Миша Поповић (Приштина, 1925 — 2005) био је српски вајар и редовни професор на катедри вајарства ФЛУ.
Миша Поповић је био гостујући професор на Универзитету у Олбанију (САД) је био аутор је бројних скулптура за које је добио низ домаћих и међународних признања - између осталих и награду за скулптуру Трећег медитеранског бијенала у Александрији (1959. године), признање на изложби југословенске скулптуре у Хагу (1969. године), „Златно длето“ за скулптуру 1985. године.
Учествовао је на изложбама Групе 8.
Аутор је монументалног споменика сећања на жртве логора Сајмиште, свечано откривеног приликом обележавања 50. годишњице победе над фашизмом (1995. године), а поред скулптура постављених у јавне просторе широм земље, Миодраг Миша Поповић аутор је и низа биста и плакета, као и заштитног знака Југословенске кинотеке.